# NGC 7619
NGC 7619 is een elliptisch sterrenstelsel in het sterrenbeeld Pegasus. Het hemelobject werd op 26 september 1785 ontdekt door de Duits-Britse astronoom William Herschel.

## Synoniemen
- UGC 12523
- MCG 1-59-52
- ZWG 406.73
- PGC 71121